# Route nationale 44 (Estonie)
Pour les articles homonymes, voir Route nationale 44.
La route nationale 44 (Tugimaantee 44) est une route nationale estonienne reliant Aovere à Sirgu. Elle mesure 11,4 km.

## Tracé
- Comté de Tartu
  - Aovere
  - Möllatsi (et)
  - Vesneri (et)
  - Pilka
  - Savikoja
  - Kakumetsa
  - Sirgu